# Dufekfjellet
Dufekfjellet ist ein 3150 m hoher und großer Berg im ostantarktischen Königin-Maud-Land. Er ragt 3 km südwestlich des Mefjell im Gebirge Sør Rondane auf.
Norwegische Kartografen kartierten den Berg 1957 anhand von Luftaufnahmen, die bei der US-amerikanischen Operation Highjump (1946–1947) erstellt worden waren. Namensgeber ist der US-amerikanischen Konteradmiral George J. Dufek (1903–1977), unter anderem Kommandeur der Unterstützungseinheiten der United States Navy in Antarktika von 1954 bis 1959 und Leiter der ersten Operation Deep Freeze (1955–1956), der überdies die Ostgruppe bei der Operation Highjump leitete.